# Brown City
Brown City è un comune degli Stati Uniti d'America, situato nello Stato del Michigan, diviso tra la contea di Lapeer e la contea di Sanilac.